# Bob Pursell
Robert Russell „Bob“ Pursell (* 18. März 1889 in Campbeltown; † 24. Mai 1974 in Hanley) war ein schottischer Fußballspieler. Zumeist als linker Verteidiger eingesetzt, war er zwischen 1911 und 1920 langjähriger Spieler des FC Liverpool.

## Sportlicher Werdegang
Pursell besuchte die University of Aberdeen und schloss sich im Jahr 1909 dem FC Queen’s Park in Glasgow an. Dort bestritt er zwei Jahre in der höchsten schottischen Spielklasse, schloss jedoch sein letztes Jahr in der Saison 1910/11 nur als Tabellenletzter ab.
Im April 1911 heuerte Trainer Tom Watson vom FC Liverpool den jungen Schotten an. Da der FC Queen’s Park ein reiner Amateurverein war und nicht von Liverpool um Erlaubnis gefragt worden war, mussten die „Reds“ eine damals nicht unerhebliche Strafe von 250 Pfund bezahlen. Diese ungewollte Investition sollte sich jedoch auszahlen, denn der Neuzugang überzeugte früh durch Abgeklärtheit und Spielintelligenz. Er debütierte am 30. September 1911 in der höchsten englischen Spielklasse beim 2:1-Auswärtssieg gegen den AFC Sunderland und bestritt insgesamt 26 Pflichtspiele in der Saison 1911/12, die für Liverpool enttäuschend verlief mit nur einem Punkt Abstand auf den Absteiger Preston North End. Obwohl nicht unumstrittener Stammspieler in Liverpools Elf, absolvierte er in der Saison 1913/14 alle acht Ausscheidungsspiele im FA Cup, darunter das Finale gegen den FC Burnley, das mit 0:1 verloren ging.
Überschattet wurde Pursells Karriere von einer illegalen Absprache an Karfreitag 1915 anlässlich eines Spiels des FC Liverpool gegen das abstiegsbedrohte Manchester United. Pursell verursachte in dieser Partie einen Handelfmeter, der zwar vergeben wurde, aber dennoch sollte Manchester die Partie mit 2:0 gewinnen. Es kam zu einem Prozess, bei dem auch die beteiligten „Mitverschwörer“ Tom Miller, Tom Fairfoul und Jackie Sheldon angeklagt und letztlich „lebenslang“ für den Fußball gesperrt wurden. Während des Ersten Weltkriegs diente Pursell in der Armee und so ließ man ihn nach dem Ende der Kampfhandlungen aufgrund der erworbenen Dienste für das Land die Sportlerkarriere fortsetzen. Eine dauerhafte fußballerische Rückkehr blieb ihm jedoch in Liverpool verwehrt (auch bedingt durch einen Armbruch Ende August 1919), so dass er mit Ausnahme zweier Einsätze Ende Dezember 1919 unberücksichtigt blieb. Im Mai 1920 verließ er den Klub in Richtung des Zweitligisten Port Vale, wo er an Seite seines jüngeren Bruders Peter die Karriere ausklingen ließ.